# Kepler-69
Kepler-69 ist ein sonnenähnlicher Stern der Spektralklasse G im Sternbild Schwan, 2700 Lichtjahre von der Erde entfernt. Er wird von mindestens zwei Exoplaneten umkreist.

## Planetensystem
Am 17. April 2013 wurde von Forschern des Kepler-Teleskops bekanntgegeben, dass der Stern von zwei Planeten umkreist wird. Das Teleskop konnte dabei die reduzierte Helligkeit des Sterns messen, wenn die Planeten von der Erde aus gesehen vor ihrem Stern vorbeiziehen. Die Masse der Planeten konnte noch nicht bestimmt werden.
Der äußere Planet, Kepler-69c, könnte erdähnlich sein und Gestein sowie flüssiges Wasser auf seiner Oberfläche haben.